# Theologie
Theologie (van het Griekse θεός theos, god en λόγος logos, woord, leer, kennis of verhandeling: godsleer) of godgeleerdheid is de studie van de inhoud van een godsdienstig geloof en de geloofsdocumenten in het bijzonder. De term kwam in de 12e eeuw in zwang bij Petrus Abaelardus en Gilbertus van Poitiers als studie van de geloofsinhoud van het christendom.
In enge zin wordt het begrip theologie wel voorbehouden aan het christendom vanuit het idee dat dit de enige religie is die God aanbidt als logos.

## Christendom
De theologie bestudeert de historische bronnen van het geloof (Bijbelse theologie), historische theologie, de systematische analyse van het geloof (systematische theologie) en de christelijke geloofspraktijk. Tot de theologie behoort daarom ook de bredere studie van alle godsdienstige of religieuze onderwerpen. In tegenstelling tot de godsdienstwetenschap houdt theologie er rekening mee dat in teksten die ze bestudeert mensen ervan blijk geven zich door God aangesproken te voelen. Daarnaast onderscheidt theologie zich doordat zij God en de Bijbel vanuit een gelovig perspectief onderzoekt. Op een moderne theologische faculteit kunnen gelovigen naast niet-gelovigen studeren en doceren.
De moderne westerse academische theologie neemt het axioma dat er een god is niet aan. De vraag naar het wel of niet bestaan van God, de zogenoemde waarheidsvraag, wordt overigens wel degelijk gesteld en komt met name aan de orde binnen de godsdienstfilosofie. De godsdienstfilosofie gebruikt als bron de rede en de ervaring, terwijl theologie daarnaast ook religieuze bronnen bestudeert, zoals de Bijbel, de Koran en de traditie, om te zien hoe deze bronnen in het verleden het religieuze leven hebben bepaald en hoe zij van betekenis kunnen zijn in het heden.

## Algemene disciplines
Over het algemeen wordt binnen de theologie onderscheid gemaakt tussen drie of vier secties of hoofddisciplines: de Bijbelwetenschap, de systematische theologie en de praktische theologie, en in veel gevallen de kerkgeschiedenis. Volgens sommigen moet de laatste als een hulpwetenschap beschouwd worden, die kan worden gebruikt in de Bijbelwetenschap (bijvoorbeeld geschiedenis van Israël), de systematische theologie (dogmageschiedenis) en de praktische theologie (kerk- of religiegeschiedenis, inclusief vakken als patristiek en patrologie).
- De Bijbelwetenschappen omvatten onder andere de volgende vakken: biblistiek of canoniek (ontstaansgeschiedenis van de Bijbel als geheel), tekstkritiek (ontstaansgeschiedenis van Bijbelboeken, onderscheiden van achterliggende bronnen en tekstvarianten), geschiedenis van Israël, wereld van het Oude Testament/Nieuwe Testament (bestudering religieuze, maatschappelijke en geografische context), Bijbelse theologie (specifieke kenmerken van de verschillende Bijbelboeken of Bijbelschrijvers, theologische implicaties van de vorming van de canon van de Bijbel) en de grondtalen (Hebreeuws, Aramees en Koinē-Grieks) en de talen en culturen die daaromheen een rol hebben gespeeld.
- De systematische theologie omvat zowel dogmatiek als ethiek. In de dogmatiek wordt op systematische wijze nagedacht over de leer van de kerk. De naam ‘dogmatiek’ wordt steeds minder gebruikt (zeker internationaal), vanwege de negatieve connotaties (vergelijk dogmatisch) en de beperktheid (het vak houdt zich met meer bezig dan alleen met kerkelijke dogma’s). Binnen de dogmatiek komen onder andere de volgende thema’s aan de orde: triniteitsleer (leer over de heilige drie-eenheid), de christologie (leer over Christus, onder andere over de relatie tussen het goddelijke en het menselijke in Christus (de tweenaturenleer)), de soteriologie (leer over de redding van de mens), de pneumatologie (leer over de Heilige Geest), de mariologie (leer over de heilige maagd Maria, de moeder van Christus), ecclesiologie (studie van de kerk, de christelijke gemeenschap), sacramentele theologie (studie van de handelingen van Christus in de kerk), de theologische antropologie (leer over de mens), de scheppingsleer of kosmologie/systematische theologie (leer over de schepping van de wereld; ook wel protologie) en de eschatologie (letterlijk de leer van de laatste (uiterste) dingen; dit bestrijkt onderwerpen als het leven na de dood, reïncarnatie, het einde van de geschiedenis en van de wereld, de (tweede) komst van de Messias, het laatste oordeel en een nieuwe wereld). Dit hangt samen met vakken als apologetiek (rationele geloofsverantwoording, vgl. theodicee) en godsdienstfilosofie (wijsgerige doordenking van geloofsinhouden en geloven als fenomeen). In de ethiek gaat het om de bezinning op het leven onder het gezichtspunt van goed en kwaad; binnen de rooms-katholieke theologie wordt dit vak ook wel moraaltheologie genoemd. Het karakter van de ethiek is afhankelijk van de wijze waarop zij zich verhoudt tot met name de dogmatiek, de filosofie en de praktische theologie.
- De praktische theologie richt zich op het handelen, geloven of leven van de (christelijke) geloofsgemeenschap, van de individuele gelovigen of van alle mensen voor zover rakend aan het religieuze. Binnen de praktische theologie worden onder andere de volgende vakken onderscheiden: gemeenteopbouw, poimeniek/pastoraat (bezinning op de pastorale zorg, mede in relatie tot andere vormen van hulpverlening), diaconiek/diaconaat (over de zorg voor de wereld), liturgiek (doordenking van de viering van de kerk), catechetiek (doordenking van kerkelijk onderwijs), spiritualistiek (doordenking van de spiritualiteit), homiletiek (doordenking van de preek), Missiologie (studie van missie en zending, evangelisatie etc.), kerkrecht (Canonistiek).

## Theologische stromingen en bewegingen
Atheologie -
Bevrijdingstheologie -
Charismatische theologie -
Dialectische theologie -
Feministische theologie -
Gereformeerde theologie -
Hermeneutische theologie -
Narratieve theologie -
Negatieve theologie - 
Natuurlijke theologie -
Moderne theologie -
Nouvelle Théologie -
Oecumenische Theologie -
Openbaringstheologie -
Procestheologie -
Radical Orthodoxy -
Scholastieke theologie

## Bekende theologen (selectie)

### Nederlandse theologen
Paus Adrianus VI -
Menno Simons -
Jacobus Arminius -
Hendrikus Berkhof -
Louis Berkhof -
Gerrit Cornelis Berkouwer -
Antoine Bodar -
Frank Bosman -
Gijsbert van den Brink -
Titus Brandsma -
Daniël Chantepie de la Saussaye - 
Ad van Nieuwpoort -
Petrus Canisius -
Desiderius Erasmus -
Franciscus Gomarus -
Cornelis Graafland -
Willem Grossouw -
Cornelius Jansenius -
Jaap Kamphuis -
Harry Kuitert -
Abraham Kuyper –
Gerardus van der Leeuw - 
Kornelis Heiko Miskotte -
Oepke Noordmans -
Huub Oosterhuis -
Evert van de Poll -
Herman Ridderbos - 
Jan Ridderbos -
Arnold van Ruler - 
Klaas Runia -
Klaas Schilder -
Piet Schoonenberg -
Gisbertus Voetius

### Vlaamse theologen
Michael Baius -
Lieven Boeve -
Guido de Brès -
Albert Descamps -
Maurits Sabbe -
Edward Schillebeeckx -
Gerhard Casimir Ubaghs

### Theologen uit andere landen
Pierre Abélard -
Thomas van Aquino -
Hans Urs von Balthasar -
Karl Barth - 
Theodorus Beza -
Dietrich Bonhoeffer -
Rudolf Bultmann -
Johannes Calvijn -
Anselmus van Canterbury -
Bernard van Clairvaux -
Oscar Cullmann -
Basilius de Grote -
Augustinus van Hippo -
Hans Küng -
Petrus Lombardus -
Henri de Lubac -
Maarten Luther -
Alister McGrath -
Jürgen Moltmann -
Gregorius van Nazianze -
Gregorius van Nyssa –
Friedrich Schleiermacher -
Albert Schweitzer -
Dorothee Sölle.

### Anderszins bekende personen die theologie studeerden
- Hans Achterhuis, hoogleraar sociale filosofie
- Willem Banning, was hoogleraar wijsgerige en kerkelijke sociologie en medeoprichter Partij van de Arbeid
- Hans Blankesteijn, journalist, ANP-nieuwslezer en studiesecretaris kerkbouw en eredienst Van der Leeuwstichting (ontmoetingscentrum kerk en kunst)
- J.J. Buskes jr., naoorlogse Amsterdamse binnenstadspredikant en zogeheten 'doorbraakdominee' naar de S.D.A.P., nog vóór de oprichting van de Partij van de Arbeid
- Pia Dijkstra, oud-nieuwslezeres NOS-journaal, tv-presentatrice bij de AVRO, Kamerlid voor D66 en minister van Volksgezondheid, Welzijn en Sport
- Ferdinand Domela Nieuwenhuis, eerste sociaaldemocratische Tweede Kamerlid, anarchistisch propagandist, maar aanvankelijk lutheraans predikant
- Heleen Dupuis, hoogleraar filosofische en medische ethiek en Eerste Kamerlid voor de Volkspartij voor Vrijheid en Democratie
- Jacobine Geel, tv-presentatrice en eerste winnaar preekwedstrijd van dagblad Trouw
- Jan Greven, oud-hoofdredacteur van dagblad Trouw
- Andries Knevel, tv-presentator Evangelische Omroep
- Lolle Nauta, was hoogleraar sociale filosofie en schreef in de jaren 70 mee aan een nieuw beginselprogramma voor de Partij van de Arbeid
- Ruth Peetoom, voormalig predikante, die voorzitter werd van het Christen-Democratisch Appèl
- Gilles Quispel, was Nederlands Hervormd theoloog, hoogleraar vroeg-christelijke letterkunde en specialist in de gnostische evangeliën
- Fokke Sierksma, leerling van Gerardus van der Leeuw, godsdienstwetenschapper, en later etnoloog en etholoog
- André Spoor, studeerde af in de ethiek en werd later journalist en voornaamste eerste hoofdredacteur van NRC Handelsblad
- Mirjam Sterk, politica voor het Christen-Democratisch Appèl
- Gerrit Toornvliet, predikant, schrijver en leraar
- Anton Zijderveld, hoogleraar wijsgerige sociologie